# ساوت کرکبی اند مورتروپ

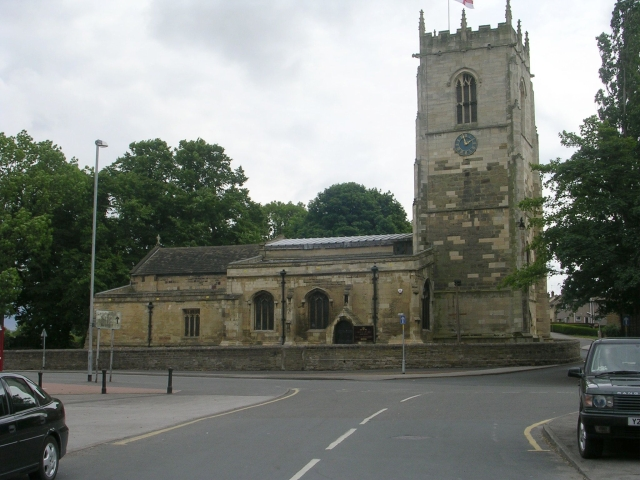
نمایی از کلیسای ساوت کرکبی اند مورتروپ در شهر ویکفیلد - ۲۰۰۹

ساوت کرکبی اند مورتروپ (انگلیسی: South Kirkby and Moorthorpe) یک منطقه مدنی در شهر ویکفیلد در غرب یورک‌شر انگلستان است